# Wosdwyschiwka
Wosdwyschiwka (ukrainisch Воздвижівка; russisch Воздвижевка Wosdwischewka) ist ein Dorf im Nordosten der ukrainischen Oblast Saporischschja mit etwa 1300 Einwohnern.

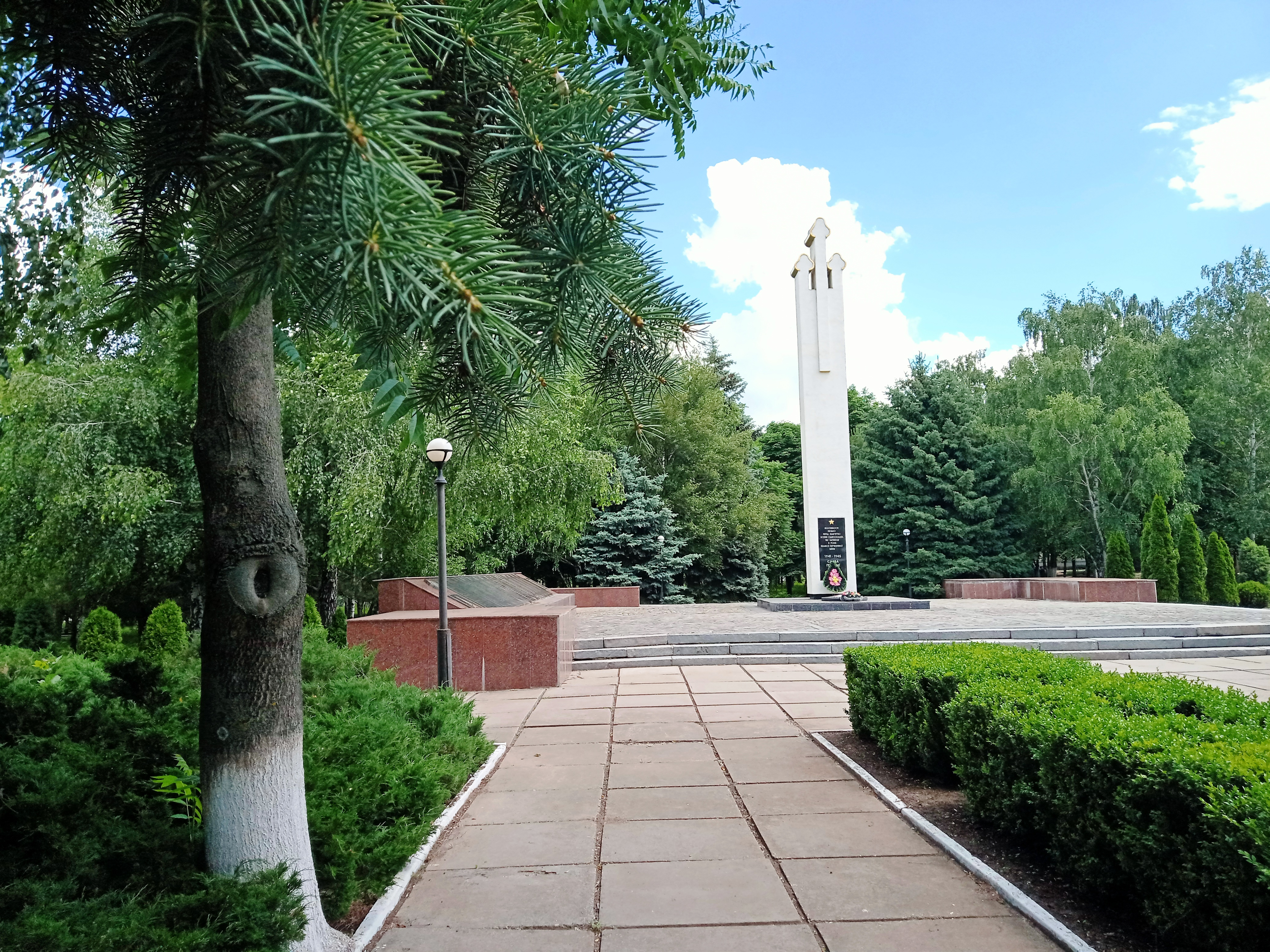
Denkmal im Ort

Das Anfang des 19. Jahrhunderts durch ehemalige Leibeigene aus dem Gouvernement Poltawa gegründete Dorf liegt am Fluss Nyschnja Solona (Нижня Солона), 16 Kilometer nordwestlich vom ehemaligen Rajonzentrum Huljajpole, 33 Kilometer nördlich vom Rajonszentrum Polohy und 74 Kilometer östlich der Oblasthauptstadt Saporischschja.
Bis zum Jahr 1894 trug es den Namen Harnenke (Гарненьке) und erhielt dann seinen heutigen Namen.

## Verwaltungsgliederung
Am 11. April 2017 wurde das Dorf zum Zentrum der neugegründeten Landgemeinde Wosdwyschiwka (Воздвижівська сільська громада/Wosdwyschiwska silska hromada). Zu dieser zählten auch die 9 in der untenstehenden Tabelle aufgelisteten Dörfer, bis dahin bildete es zusammen mit den Dörfern Olenokostjantyniwka und Pryluky die gleichnamige Landratsgemeinde Wosdwyschiwka (Воздвижівська сільська рада/Wosdwyschiwska silska rada) im Westen des Rajons Huljajpole.
Am 12. Juni 2020 kamen noch die Dörfer Dobropillja, Nowe Saporischschja und Warwariwka zum Gemeindegebiet.
Am 17. Juli 2020 kam es im Zuge einer großen Rajonsreform zum Anschluss des Rajonsgebietes an den Rajon Polohy.
Folgende Orte sind neben dem Hauptort Wosdwyschiwka Teil der Gemeinde:
| Name                     | Name               | Name                                       |
| ukrainisch transkribiert | ukrainisch         | russisch                                   |
| ------------------------ | ------------------ | ------------------------------------------ |
| Dobropillja              | Добропілля         | Доброполье (Dobropolje)                    |
| Dolynka                  | Долинка            | Долинка (Dolinka)                          |
| Hirke                    | Гірке              | Горькое (Gorskoje)                         |
| Kopani                   | Копані             | Копани                                     |
| Krynytschne              | Криничне           | Криничное (Krinitschnoje)                  |
| Nowe Saporischschja      | Нове Запоріжжя     | Новое Запорожье (Nowoje Saporoschje)       |
| Olenokostjantyniwka      | Оленокостянтинівка | Еленоконстантиновка (Jelenokonstantinowka) |
| Pryluky                  | Прилуки            | Прилуки (Priluki)                          |
| Riwne                    | Рівне              | Ровное (Rownoje)                           |
| Warwariwka               | Варварівка         | Варваровка (Warwarowka)                    |
| Werchnja Tersa           | Верхня Терса       | Верхняя Терса (Werchnjaja Tersa)           |
| Zwitkowe                 | Цвіткове           | Цветковое (Zwetkowoje)                     |